# Usine Fagus
 (juillet 2011).
Si vous disposez d'ouvrages ou d'articles de référence ou si vous connaissez des sites web de qualité traitant du thème abordé ici, merci de compléter l'article en donnant les références utiles à sa vérifiabilité et en les liant à la section « Notes et références ».
L'usine Fagus (en allemand : Fagus Fabrik ou Fagus Werk, venant de « fagus » signifiant hêtre en latin) fut construite entre 1911 et 1913 (avec des additions et les espaces intérieurs terminés en 1925) à Alfeld an der Leine en Allemagne. Elle a été dessinée par les architectes Walter Gropius et  Adolf Meyer. C'était une usine de formes à chaussures appartenant à Carl Benscheidt (1858 - 1947). Elle est considérée comme un important exemple d'architecture moderne précoce. Elle a été inscrite au Patrimoine mondial en tant que bien culturel en 2011.

## Historique

### Le propriétaire
Carl Benscheidt a fondé l'entreprise en 1910. Il avait commencé à travailler pour Arnold Rikkli qui pratiquait la médecine naturophatique. Ce fut là qu'il fit son apprentissage sur les formes pour chaussures orthopédiques (fort rares à l'époque). Ce fut alors qu'il développa son propre atelier et en 1887, il fut engagé par le confectionneur de formes pour chaussures Carl Behrens en tant que directeur de son usine à Alfeld. À la mort de Carl Behrens en 1896, Benscheidt devint directeur général de la société qui allait devenir l'une des plus importantes dans cette filière en Allemagne. En octobre 1910 il démissionna à la suite d'un différend avec le fils de Behrens.

### La commande
Après son départ, Benscheidt s'employa immédiatement à la création de sa propre entreprise. Il établit un partenariat avec une firme américaine pour acquérir du capital et de l'expérience. Il acheta un terrain directement en face de l'usine de Behrens et loua les services de l'architecte Eduard Werner (1847-1923) qu'il avait connu à l'occasion d'une rénovation de l'usine de Behrens. Bien que Werner fut un spécialiste de la conception d'usine, Benscheidt ne fut pas satisfait de l'aspect extérieur de son projet. Cette usine était séparée de l'usine de Behrens par une ligne de train et Benscheidt considérait que la façade de ce côté là (nord) devait être une publicité permanente pour l'usine. Le 11 janvier 1911, il contacta Walter Gropius, lui proposant de redessiner les façades du projet de Werner. Gropius accepta la proposition et ce fut le début d'une longue collaboration se prolongeant jusqu'en 1925 quand le dernier bâtiment  du site fut terminé.

### La construction
Lors de la construction, Gropius et son partenaire Meyer connurent une pression importante pour maintenir le chantier dans les temps. La construction commença en mai 1911 suivant les plans de Werner. Benscheidt voulait voir l'usine fonctionner à l'hiver de la même année. Ceci fut accompli en grande partie et en 1912, Gropius et Meyer dessinèrent les espaces intérieurs du bâtiment principal ainsi qu'un deuxième bâtiment plus petit sur le  même site.
Pour être capable de payer les dépenses imprévues du projet de Gropius, Benscheidt et ses partenaires américains avaient en fait décidé de faire un plus petit bâtiment que celui qui était planifié. Dès l'hiver 1912, il devint évident que l'usine ne pouvait pas assurer le nombre de commandes et une extension majeure fut décidée. Cette fois, la commande alla directement à Gropius et Meyer, et à partir de ce moment, ils devinrent les seuls architectes des bâtiments Fagus. L'extension doubla pratiquement la surface des bâtiments en progressant vers la rue (au sud). Ceci donna l'occasion de créer une vraie façade sur la rue. Aux premières phases du projet, la façade principale était considérée comme étant l'élévation nord, devant les lignes de chemin de fer et l'usine de Behrens.
Les travaux d'extension commencèrent en 1913 et étaient à peine terminés quand la Première Guerre mondiale éclata. Pendant la guerre, il ne fut possible que d'exécuter des travaux mineurs comme la centrale électrique ou la pile de la cheminée, néanmoins deux éléments très caractéristiques du complexe architectural de l'usine.
Après la guerre, les travaux se poursuivirent avec l'addition de bâtiments secondaires comme la loge du portier et le mur d'enceinte. Pendant ce temps, les architectes, en collaboration avec des enseignants et des étudiants du Bauhaus, dessinèrent les espaces intérieurs et le mobilier du bâtiment principal. Ils ont aussi exposé à Benscheidt différents projets de campagnes publicitaires pour Fagus. De 1923 à 1925, les architectes ont aussi travaillé à une nouvelle extension qui ne se réalisa jamais. En 1927, Benscheidt écrivit à Gropius pour lui faire part de son impossibilité à poursuivre jusqu'à nouvel ordre les activités de l'usine en raison de problèmes financiers.

## Le bâtiment
Le bâtiment, souvent appelé bâtiment Fagus, est le bâtiment principal du complexe de l'usine. Il a été construit en 1911 selon les plans de Werner mais avec des façades vitrées dessinées par Gropius et Meyer, et agrandi en 1913. L'entrée avec l'horloge fait partie de l'extension de 1913. L'intérieur du bâtiment, qui contient surtout des bureaux, fut terminé au milieu des années 1920. Les deux autres grands bâtiments du site sont l'unité de production et le hangar de stockage. Tous deux furent construits en 1911 et agrandis en 1913. L'unité de production est un bâtiment d'un seul niveau. Il était pratiquement invisible depuis les chemins de fer (au nord) et eut une vraie façade à la faveur de l'extension. Le hangar est un bâtiment de quatre niveaux avec peu d'ouvertures. Sa conception suit au plus près les plans originels de Werner et il est laissé de côté par la plupart des photographes. De plus, le site comprend d'autres petits bâtiments dessinés par Gropius et Meyer.